# Mario Cataldi
Mario Cataldi (Arquata del Tronto, 31 marzo 1922 – Ascoli Piceno, 9 agosto 2017) è stato un politico e avvocato italiano.

## Biografia
Nato ad Arquata del Tronto nel 1922, esercitò la professione di avvocato ad Ascoli Piceno e fu attivo politicamente nelle file della Democrazia Cristiana. Entrò nel consiglio comunale di Ascoli alle amministrative del 1960 e il 29 dicembre di quell'anno fu eletto sindaco della città. Riconfermato nel 1964, rimase in carica fino al maggio 1965 quando il comune venne commissariato nella persona di Filippo Culcasi.
Dal 31 agosto 1981 al 3 luglio 1985 fu di nuovo sindaco di Ascoli Piceno. Tornato a sedere tra i banchi del consiglio comunale alle amministrative del 1985, si ritirò dalla politica al termine della legislatura nel 1990.
Morì ad Ascoli Piceno il 9 agosto 2017.